# دیوار شهر ویبری

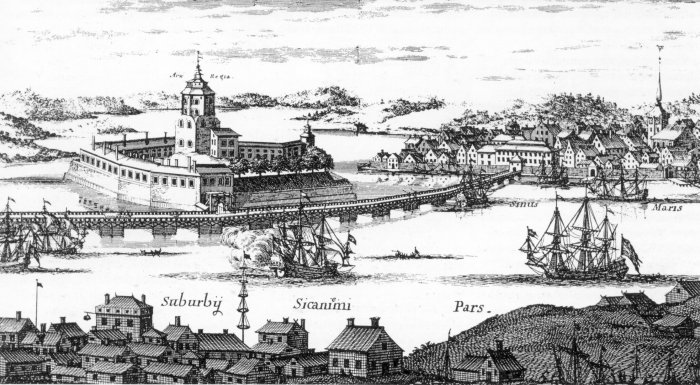
نمایی از قلعه ویبری و دیوار شهر در آغاز قرن هجدهم. دیوار شهر با برج‌هایش بین ساحل و شهر دیده می‌شود.

دیوار شهر ویبُری (به روسی: Выборгская городская стена، فنلاندی: Viipurin kaupunginmuuri، سوئدی: Viborgs stadsmur) یک سازه دفاعی بود که در اطراف شهر ویبری (ویبورگ کنونی در روسیه) ساخته شده بود. در دوران حکومت سوئد در دهه ۱۴۷۰ این سازه تکمیل و طی قرون بعدی و عمدتاً در دهه ۱۸۶۰ تخریب شد زیرا ویبری بخشی از دوک نشین بزرگ فنلاند بود. برخی از قسمت‌های جزئی دیوار و همچنین دو برج مدور هنوز حفظ شده‌است.

## پیشینه

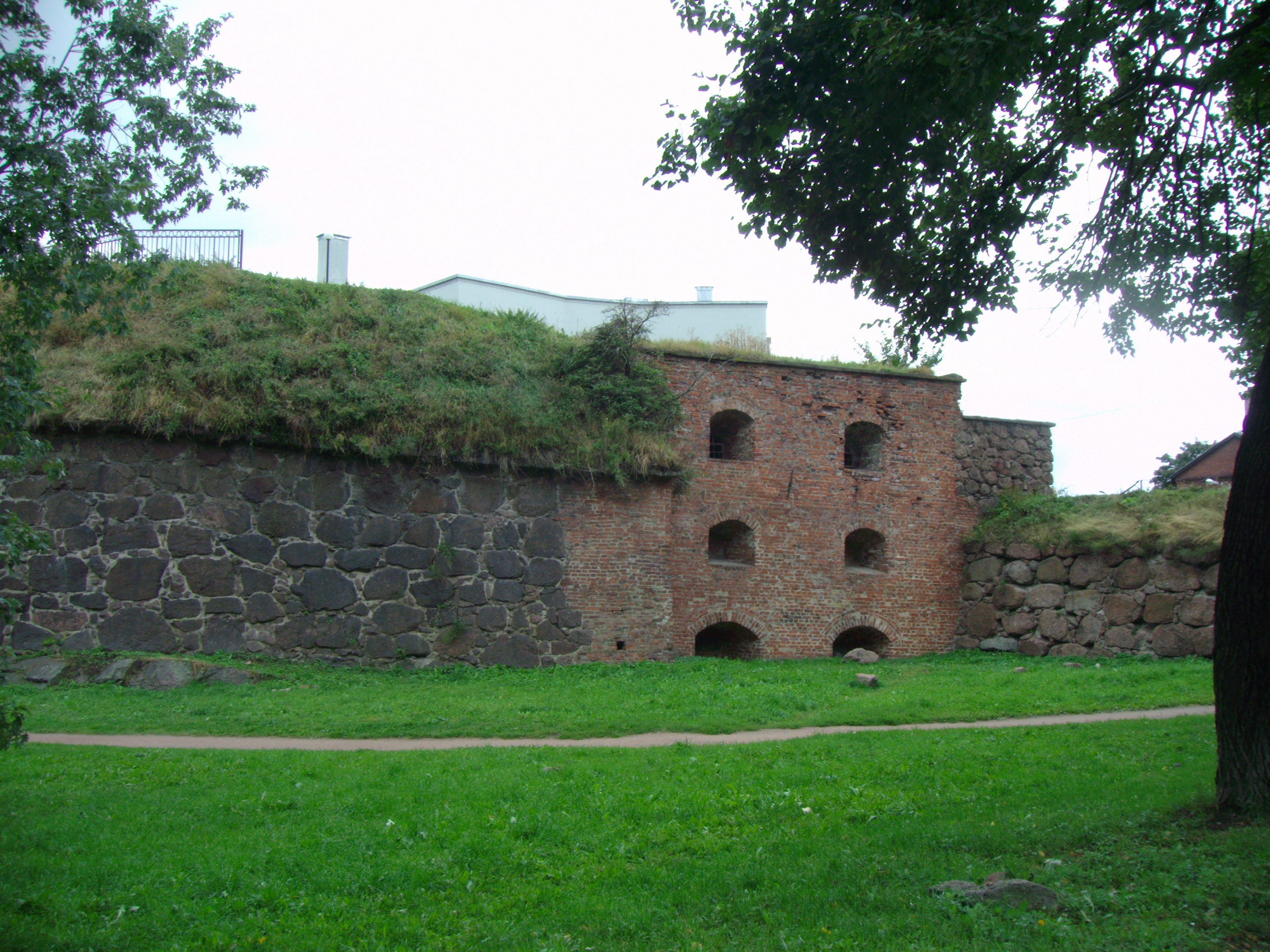

پایه‌های دیوار شهر ویبری توسط اریک اکسلسون توت، صاحب قلعه گذاشته شد. این بنا توسط همان سازندگانی ساخته شد که قلعه سنت اولاف را در سال‌های ۱۴۷۵–۱۴۷۷ تکمیل کردند. آنها به احتمال زیاد از تالین دعوت شده بودند. این دیوار ۵ تا ۶ متر ارتفاع داشت و در ابتدا دارای ۱۰ برج با ترکیبی از طرح‌های مدور و مربع بود. برج تالار شهر و برج گرد که در سال ۱۵۴۰ ساخته شد، هنوز حفظ شده‌است. در پایان قرن شانزدهم، دیوار با چندین جان‌پناه دژ که در شرق دیوار اصلی قرار داشت، تقویت شد. تنها جان‌پناه دژ باقی مانده، در گوشه جنوب غربی قلعه است.
طبق افسانه‌ها، یکی از برج‌ها در جریان جنگ روسیه و سوئد در سال ۱۴۹۵ منفجر شد و مهاجمان روس از ترس فرار کردند. این حادثه به عنوان انفجار ویبری شناخته می‌شود.